# Karina Cyfka
Karina Cyfka (* 28. Oktober 1987 in Rybnik als Karina Szczepkowska, späterer Name Karina Szczepkowska-Horowska) ist eine polnische Schachspielerin. Sie hält den Titel einer Großmeisterin der Frauen (WGM) und eines Internationalen Meisters (IM) im Schachspiel.

## Schachkarriere

### Jugend
Cyfka trat noch unter ihrem Geburtsnamen in verschiedenen Jugendturnieren im Schach an. 2003 gewann sie die polnischen Jugendmeisterschaften in der Altersklasse bis 16 Jahre, ein Jahr zuvor hatte sie bereits den zweiten Platz belegt. Ebenfalls 2003 belegte sie nach einer Niederlage im Tie-Break gegen Polina Malischewa bei den Jugendweltmeisterschaften den zweiten Platz in der Kategorie U-16. 2005 gewann sie die Jugendmeisterschaften auch in der Altersklasse bis 18 Jahre.

### Individuell

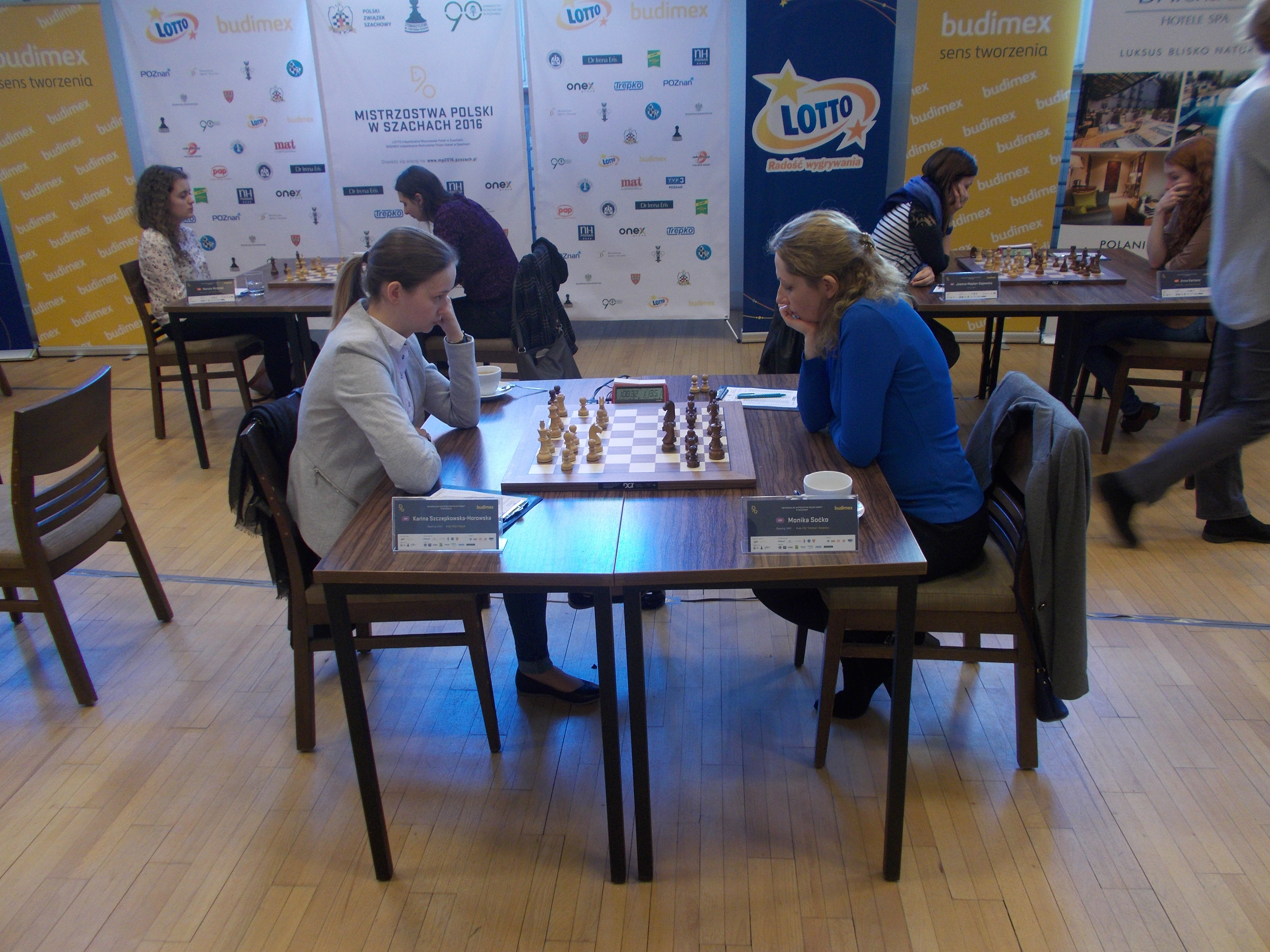
Karina Cyfka (links) bei den polnischen Meisterschaften 2016 in einer Partie gegen Monika Soćko.

Seit 2004 nimmt sie regelmäßig an Erwachsenenturnieren teil. 2010 wurde ihr der Titel einer Großmeisterin der Frauen (WGM) verliehen. Bei den polnischen Meisterschaften im Schach belegte sie 2011, 2013 und 2023 jeweils den dritten und 2015 den 2015 Platz. Seit September 2016 trägt sie den Titel eines Internationalen Meisters (IM). 2020 gewann Cyfka nach 6/9 Punkten im Tie-Break gegen Klaudia Kulon die polnische Einzelmeisterschaft. Seit 2018 spielte sie auf Vereinsebene für den polnischen Verein Stilon Gorzów. Später spielte sie für den SV Weißblau Allianz Leipzig und wechselte 2024 nach dessen Abstieg aus der Schach-Bundesliga zum SC Bad Königshofen. Mit Bad Königshofen wurde Cyfka 2025 deutsche Mannschaftsmeisterin und wurde mit 8 Punkten aus 9 Partien zur besten Spielerin der Saison gekürt.
In der FIDE-Weltrangliste der Frauen belegte sie seit 2011 durchgängig einen Platz in den Top 100. Ihre höchste Platzierung war hier Platz 41 im Juli 2019.

### International
Cyfka trat für Polen mehrfach bei internationalen Turnieren an. 2007, 2009 und 2015 nahm sie jeweils an den Mannschaftsweltmeisterschaften teil, nachdem jeweils die Qualifikation über die Europameisterschaft geschafft wurde. Eine Medaille konnte nicht errungen werden, die beste Platzierung war 2007 Platz 5. Erfolgreicher verliefen ihre Teilnahmen bei den Europameisterschaften: 2011 belegte sie mit ihrer Mannschaft hinter Russland den zweiten Platz, 2013 konnte im eigenen Land der dritte Platz erreicht werden. Bei den Schacholympiaden 2012, 2014, 2016 und 2018 nahm sie ebenfalls teil; 2016 konnte sie mit Polen hier hinter China die Silbermedaille gewinnen. An Brett 3 gewann sie hier auch individuell die Silbermedaille.